# Aonghas Mór
Aonghas Mór ("Angus il Vecchio" o "Grande"), noto anche come Aonghas a Íle ("Angus di Islay") e Aonghas mac Domhnaill (Lingua gaelica scozzese: Aonghas MacDhòmhnaill) (... – 1294 o 1295) era il figlio di Domhnall mac Raghnaill, "Re delle isole" e progenitore del Clan Donald.
Aonghas Mór è stato chiamato "il primo MacDonald" da uno storico, probabilmente perché fu il primo della dinastia creata dal padre per regnare su Islay. Islay era il centro del territorio di Aonghas e del padre, e secondo un poema contemporaneo il regno che Aonghas ereditò dal Domhnall comprendeva "ogni casa da Mull a Kintyre" (gach teach ò Mhuile go Maoil).

## Biografia
Secondo una successiva tradizione gaelica, era il favorito di Dubh-Sidhe, progenitore dei "MacDuffie" (oggi MacDhubhaich), parenti di Colonsay, sicuramente una traduzione necessaria per legare le parentele al tempo in cui prese vita. Sembra che abbia fatto una donazione all'abbazia di Paisley databile tra il 1241 ed il 1249. La prima citazione tuttora esistente di Aonghas come "Signore di Islay" risale al 1256. Nel 1263, durante la guerra tra Haakon IV di Norvegia e Alessandro III di Scozia, i norvegesi invasero il territorio di Aonghas obbligandolo ad unirsi a loro. Aonghas tornò sul lato scozzese l'anno seguente, inviando il figlio Alexander Óg come ostaggio al re. Molto del resto della sua vita è un mistero. Fu uno dei magnati che nel 1284 riconobbero i diritti della nipote di Alessandro III, Margherita di Scozia, per la successione al trono; appare in alcuni documenti del luglio 1292. Morì ad Islay nel 1294 o nel 1295, e fu sepolto a Iona.

## Famiglia
Si dice che la sua ultima moglie fosse figlia di Cailean Mór, capo del Clan Campbell del tempo, ed insieme generarono:
- Alexander Óg
- Aonghas Óg
- una figlia sconosciuta che sposò Brian Ó Néill, Re di Tír Chonaill.[7]

Si dice anche che fu il padre di Iain Sprangach mac Dhòmhnaill, da cui i MacIains di Ardnamurchan dicono di discendere.

## Poema
Aonghas fu il soggetto di un famoso poema chiamato Ceannaigh duain t'athar, a Aonghas ("Paga per il poema di tuo padre, Aonghas"), scritto per lui da un poeta irlandese poco dopo che questi successe al padre. Il poema è in realtà la richiesta ad Aonghas di pagare i debiti del padre verso il poeta stesso; lo definisce, tra le altre cose, Aonghas Íle (Angus di Islay) e rí Leodhais ("Re di Lewis").

## Titoli
Conosciamo il suo titolo di Dominus de Hyle, scritto in numerosi documenti. Ad esempio, lo troviamo anche in altre lingue:
- Latino medievale: Engus de Yle filius Domnaldi (sul suo sigillo)
  - "Aonghas di Islay, figlio di Domhnall"
- Antico francese: Angus fitz Dovenald des Isles' (documento reale)
  - "Aonghas figlio di Domhnall delle Isole